# Communauté de communes des Portes du Luxembourg
La communauté de communes des Portes du Luxembourg est une communauté de communes française, située dans le département des Ardennes et la région Grand Est.

## Historique
Elle est créée le 23 décembre 1994. Le nom de la « Communauté de communes Carignan, Mouzon et Raucourt », dite des Trois Cantons, est changé en « Communauté de communes des Portes du Luxembourg » par arrêté préfectoral du 11 avril 2014.
Son nom lui vient de la proximité géographique du Luxembourg historique dont fait partie la proche province du Luxembourg belge qui est frontalière de la communauté de communes. Une partie de cette dernière appartenait historiquement au duché de Luxembourg (ex. Carignan, etc.).
Le 1er janvier 2025, la commune du Mont-Dieu fusionne avec celle de Tannay, adhérente de la communauté de communes de l'Argonne Ardennaise, au sein de la commune nouvelle de Tannay-le-Mont-Dieu,.

## Territoire communautaire

### Géographie
À l'orée de la grande forêt ardennaise, là où les lignes de relief des Crêtes Préardennaises et des collines d'Argonne se rejoignent et se creusent aux larges passages de la Meuse, de la Chiers, de l'Ennemane et de la Bar, le Pays des Trois Cantons s'ouvre sur un paysage vigoureux d'amples vallées et de massifs plateaux herbeux, fortifiés, çà et là, de puissantes côtes et de profondes forêts. D'imposants belvédères à plus de 300m d'altitude, au Mont Saint-Walfroy à Margut comme à la Butte de Stonne, révèlent l'étonnante profondeur et la mystérieuse lumière de ces horizons envoûtants.

### Composition
La communauté de communes est composée des 49 communes suivantes :

| Nom                      | Code Insee | Gentilé                  | Superficie (km2) | Population (dernière pop. légale) | Densité (hab./km2) |
| ------------------------ | ---------- | ------------------------ | ---------------- | --------------------------------- | ------------------ |
| Carignan (siège)         | 08090      | Yvoisiens                | 14,01            | 2 745 (2022)                      | 196                |
| Angecourt                | 08013      | Dadas                    | 3,73             | 386 (2022)                        | 103                |
| Artaise-le-Vivier        | 08023      |                          | 8,47             | 64 (2022)                         | 7,6                |
| Auflance                 | 08029      |                          | 6,16             | 81 (2022)                         | 13                 |
| Autrecourt-et-Pourron    | 08034      | Autrecourtois            | 12,04            | 338 (2022)                        | 28                 |
| Beaumont-en-Argonne      | 08055      | Beaumontais              | 31,05            | 422 (2022)                        | 14                 |
| La Besace                | 08063      | Besaciens                | 13,97            | 134 (2022)                        | 9,6                |
| Bièvres                  | 08065      | Biévrois                 | 7,3              | 46 (2022)                         | 6,3                |
| Blagny                   | 08067      | Blagnynois               | 7,42             | 1 093 (2022)                      | 147                |
| Brévilly                 | 08083      |                          | 7,3              | 367 (2022)                        | 50                 |
| Bulson                   | 08088      | Bulsonais                | 6,47             | 138 (2022)                        | 21                 |
| Chémery-Chéhéry          | 08115      |                          | 27,79            | 521 (2022)                        | 19                 |
| Les Deux-Villes          | 08138      |                          | 8,14             | 249 (2022)                        | 31                 |
| Douzy                    | 08145      | Douzynois                | 20,2             | 2 149 (2022)                      | 106                |
| Escombres-et-le-Chesnois | 08153      | Heurquets                | 8,29             | 343 (2022)                        | 41                 |
| Euilly-et-Lombut         | 08159      |                          | 10,11            | 109 (2022)                        | 11                 |
| La Ferté-sur-Chiers      | 08168      | Lafertois                | 6,41             | 176 (2022)                        | 27                 |
| Fromy                    | 08184      | Fromyons                 | 3,71             | 85 (2022)                         | 23                 |
| Haraucourt               | 08211      | Haraucourtois            | 11,53            | 706 (2022)                        | 61                 |
| Herbeuval                | 08223      | Herbeuvalois             | 7,4              | 124 (2022)                        | 17                 |
| Létanne                  | 08252      | Létannois                | 7,5              | 110 (2022)                        | 15                 |
| Linay                    | 08255      | Linots                   | 7,28             | 219 (2022)                        | 30                 |
| Maisoncelle-et-Villers   | 08268      |                          | 11,08            | 69 (2022)                         | 6,2                |
| Malandry                 | 08269      |                          | 6,87             | 79 (2022)                         | 11                 |
| Margny                   | 08275      | Margnygnois              | 6,68             | 210 (2022)                        | 31                 |
| Margut                   | 08276      | Margutiens               | 7,53             | 711 (2022)                        | 94                 |
| Matton-et-Clémency       | 08281      | Mattonais                | 18,32            | 439 (2022)                        | 24                 |
| Messincourt              | 08289      | Messincourtiens          | 8,15             | 588 (2022)                        | 72                 |
| Mogues                   | 08291      |                          | 8,26             | 231 (2022)                        | 28                 |
| Moiry                    | 08293      |                          | 3,91             | 136 (2022)                        | 35                 |
| Mouzon                   | 08311      | Mouzonnais               | 41,83            | 2 236 (2022)                      | 53                 |
| La Neuville-à-Maire      | 08317      | Neuvillois               | 7,26             | 111 (2022)                        | 15                 |
| Osnes                    | 08336      | Osnésiens                | 5,89             | 229 (2022)                        | 39                 |
| Puilly-et-Charbeaux      | 08347      |                          | 18,29            | 218 (2022)                        | 12                 |
| Pure                     | 08349      | Purotins                 | 6,5              | 563 (2022)                        | 87                 |
| Raucourt-et-Flaba        | 08354      | Raucourtois              | 21,83            | 815 (2022)                        | 37                 |
| Remilly-Aillicourt       | 08357      | Glageots                 | 13,26            | 762 (2022)                        | 57                 |
| Sachy                    | 08375      | Sachois                  | 5,9              | 178 (2022)                        | 30                 |
| Sailly                   | 08376      | Saulois                  | 12,8             | 249 (2022)                        | 19                 |
| Sapogne-sur-Marche       | 08399      | Sapognards               | 5,41             | 149 (2022)                        | 28                 |
| Signy-Montlibert         | 08421      | Signaciens-Montlibertois | 6,12             | 93 (2022)                         | 15                 |
| Stonne                   | 08430      |                          | 7,18             | 39 (2022)                         | 5,4                |
| Tétaigne                 | 08444      | Tétaigneux               | 5,79             | 131 (2022)                        | 23                 |
| Tremblois-lès-Carignan   | 08459      | Trembloisiens            | 4,28             | 135 (2022)                        | 32                 |
| Vaux-lès-Mouzon          | 08466      | Vauxois                  | 7,64             | 72 (2022)                         | 9,4                |
| Villers-devant-Mouzon    | 08477      | Villerois                | 4,53             | 104 (2022)                        | 23                 |
| Villy                    | 08485      | Villiacois               | 7,78             | 195 (2022)                        | 25                 |
| Williers                 | 08501      |                          | 2,26             | 40 (2022)                         | 18                 |
| Yoncq                    | 08502      |                          | 15,5             | 85 (2022)                         | 5,5                |

### Démographie
| 1968   | 1975   | 1982   | 1990   | 1999   | 2010   | 2015   | 2021   |
| ------ | ------ | ------ | ------ | ------ | ------ | ------ | ------ |
| 24 257 | 23 541 | 22 117 | 20 703 | 20 171 | 20 536 | 20 470 | 19 611 |

## Administration

### Siège
Le siège de la communauté de communes est situé Maison des Portes du Luxembourg, 37 ter avenue du général de Gaulle, à Carignan.

### Les élus
| Nombre de délégués | Communes                                                  |
| ------------------ | --------------------------------------------------------- |
| 8                  | Carignan                                                  |
| 6                  | Douzy, Mouzon                                             |
| 3                  | Blagny                                                    |
| 2                  | Haraucourt, Margut, Raucourt-et-Flaba, Remilly-Aillicourt |
| 1                  | Le reste des communes                                     |

### Présidence
| Période                                  | Période      | Identité          | Étiquette | Qualité                                                                           |
| ---------------------------------------- | ------------ | ----------------- | --------- | --------------------------------------------------------------------------------- |
| Les données manquantes sont à compléter. |              |                   |           |                                                                                   |
| ?                                        | 2008         | Michel Marchet    | UMP       | Adjoint au maire de Williers Conseiller général du canton de Carignan (1985-2008) |
| 2008                                     | avril 2014   | Jean-Luc Warsmann | UMP       | Député                                                                            |
| avril 2014                               | février 2016 | Étienne Welter    |           | Maire de Chémery-Chéhéry                                                          |
| février 2016                             | juillet 2020 | Daniel Gillet     |           | Adjoint au maire de Malandry                                                      |
| juillet 2020                             | En cours     | Frédéric Latour   |           | Maire d’Haraucourt (2014 → )                                                      |

### Compétences
Nombre total de compétences exercées en 2021 : 27.

### Régime fiscal et budget
Le régime fiscal de la communauté de communes est la fiscalité professionnelle unique (FPU).